# Khun Há
Khun Há là một xã thuộc huyện Tam Đường, tỉnh Lai Châu, Việt Nam.
Xã Khun Há có diện tích 95,33 km², dân số năm 1999 là 3105 người, mật độ dân số đạt 33 người/km².